# Helldorff

Wappen derer von Helldorff

Die Familie von Helldorff, auch von Helldorf, wird zu den meißnischen Uradelsgeschlechtern gezählt. Der Stammsitz war vermutlich der Ort Hellendorf. 

## Geschichte
Mehrere namhafte Genealogen, darunter Valentin König im Jahre 1727, haben es nicht vermocht, den Ursprung der Familie von Helldorff zu ergründen. 1863 berichtete Ernst Heinrich Kneschke im Neuen allgemeinen Deutschen Adels-Lexicon, dass der Ursprung der Helldorffs „im Dunkel des Mittelalters“ liegt, aber unzweifelhaft angenommen wird, dass die Familie zu demjenigen Adel gehöre, der sich bald nach Gründung der östlichen deutschen Marken im Osterland und der Markgrafschaft Meißen ansässig machte. Belege dafür konnten bislang nicht erbracht werden. Das Waldhufendorf Hellendorf, dass der vermutliche Stammsitz der Familie sein soll, ist böhmischen Ursprung, hatte nie eine Burg, einen Rittersitz oder Sattelhof besessen und wurde erstmals 1379 als Heldisdorf erwähnt. Erst 1404 wurde dieser Ort mit der böhmischen Burggrafschaft Pirna in die Markgrafschaft Meißen integriert.
Erstmals soll 1147 ein Ulrich von Helldorff genannt worden sein, berichtet bereits 1727 Valentin König. Dieser Helldorff soll am Kreuzzug Konrads III. gegen die Sarazenen gemeinsam mit dem Markgrafen von Meißen teilgenommen haben, was aus Lorenz Peckensteins Theatrum Saxonicum ersichtlich wäre. Die genannte Quelle aus dem Jahre 1608 berichtet aus dem Stiftungsdiplom des Klosters Petersberg bei Halle, dass der Markgraf Konrad von Meißen mit Kaiser [!] Konrad III. 1135 nach Jerusalem gezogen sei, um gegen die Sarazenen "zu streiten". Zu seinen Gefährten habe neben dem Bischof von Merseburg auch mehrere Adlige gehört, darunter Wittich von Wolffersdorff, Vdalrich von Heldorp, Hildebrand Hezele, Diderich von Beyersdorff, Walter Tüchelman unn Werner Rabiel.
Ab dem Jahre 1410 lässt sich die Linie der Helldorffs lückenlos belegen. Im 15. Jahrhundert gehörte sie mit zur Ritterschaft des Stifts Naumburg.
Später zählte die Familie zu den größten Grundbesitzern in der Provinz Sachsen und hatte zeitweilig 30 Rittergüter in Besitz. Georg Friedrich von Helldorf war in der Fruchtbringenden Gesellschaft unter dem Namen „Der Geltende“ bekannt. 1730 erwarb der Viceoberhofrichter in Leipzig und Kammerherr Wolf Heinrich von Helldorf von der Familie von Breitenbauch das Rittergut Gröst. Sein Nachfolger, Johann Heinrich von Helldorf, Domherr des Hochstiftes Merseburg, kursächsischer Kammerherr, kaufte im April 1770 von Friedrich Wilhelm von Witzleben das Rittergut St. Ulrich sowie Stöbnitz und Mücheln (Geiseltal), welche die Familie bis zur entschädigungslosen Enteignung durch die Bodenreform in der Sowjetischen Besatzungszone 1945 besaß.
Sein Sohn Ferdinand Heinrich von Helldorf, kursächsischer Stiftshauptmann, erwarb 1793 von den Brühlschen Erben Gut und Schloss Bedra in Braunsbedra. 1803 kaufte er auch das Gut Wohlmirstedt. Dessen ältester Sohn Wolf (1794–1864) folgte auf Wohlmirstedt und Runstedt nach und wurde 1840 in den preußischen Grafenstand nach dem Recht der Erstgeburt erhoben, sein Bruder Carl (1804–1860) übernahm St. Ulrich, Stöbnitz, Oechlitz und Gröst erwarb 1859 das Rittergut Zingst bei Vitzenburg, der weitere Bruder Heinrich (1799–1873) erbte Bedra und erwarb 1828 das Rittergut Baumersroda. Dessen Söhne Karl (1828–1895), auf Baumersroda, Otto (1833–1908), auf Bedra, und Ferdinand (1835–1893), auf Buchwäldchen, wurden, wie schon ihr Vater, preußische Landräte. Otto von Helldorff war ferner ab 1871 Mitglied des Reichstags, wo er etwa zehn Jahre lang die Fraktion der Deutschkonservativen Partei, deren Gründungsvorsitzender er seit 1876 war, führte.
Am 15. Oktober 1840 wurde der preußische Kammerherr und Ehrenritter des Johanniterordens Wolf von Helldorff auf Wohlmirstedt und Runstedt von König Friedrich Wilhelm IV. in den preußischen Grafenstand nach dem Recht der Primogenitur erhoben und sein Wappen gebessert, mit der Maßgabe, den Titel und das Rittergut Wohlmirstedt auf den jeweils ältesten Sohn aus adliger Ehe weiterzuvererben.
Auch Bedra, Wohlmirstedt, Zingst und Baumersroda verblieben bis zur entschädigungslosen Enteignung im Jahr 1945 im Familienbesitz. 
Durch die 1917 erfolgte Heirat eines Heinrich von Helldorff mit Margarete von Posern kam Schloss Rammenau in der Oberlausitz in die Familie; auch Margarete von Helldorff wurde 1945 enteignet.

## Besitze

Gut Eulenfeld (1734–1773)
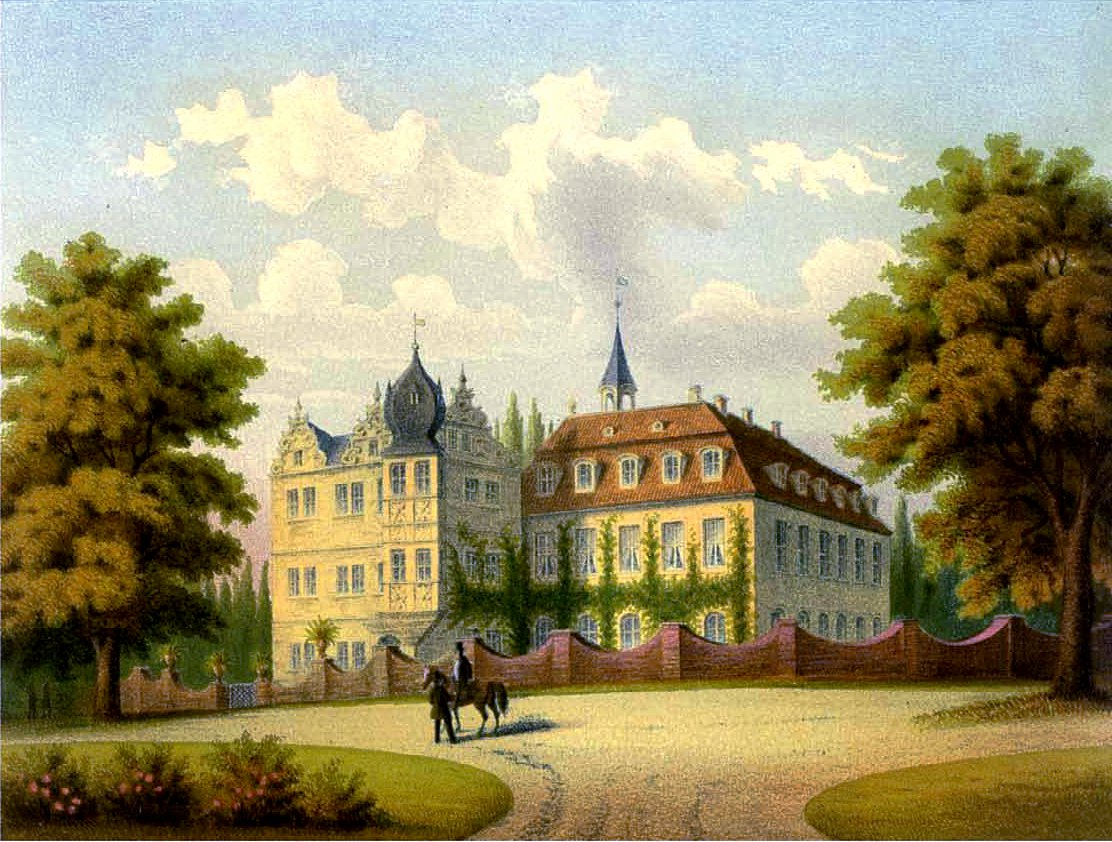
Wasserschloss St. Ulrich (1770–1945)
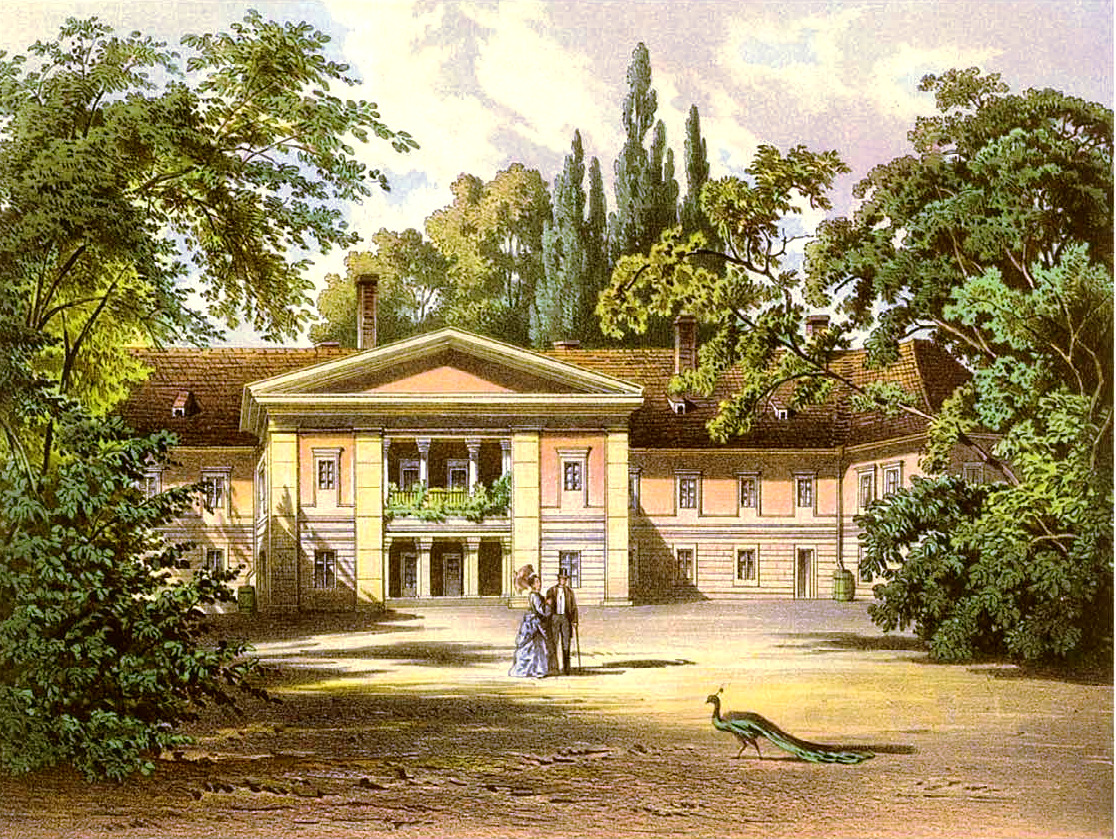
Schloss Bedra in Bedra (1794–1945)
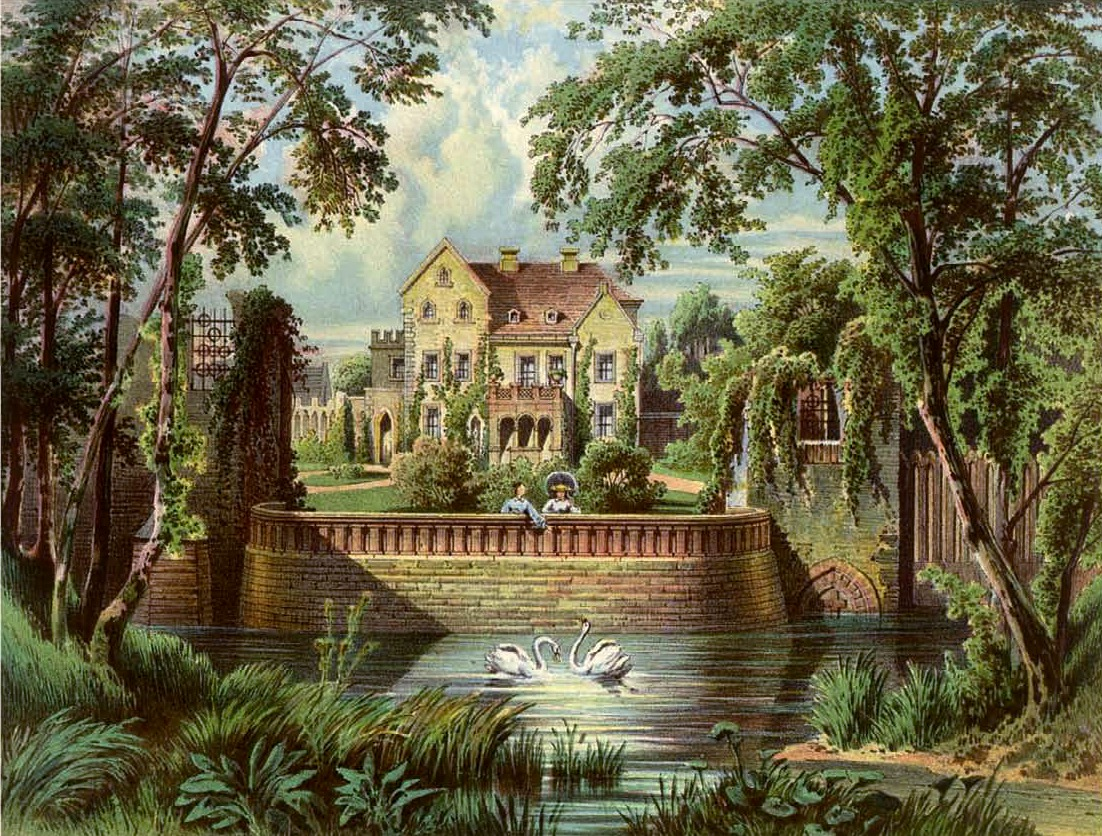
Rittergut Petzkendorf bei Bedra
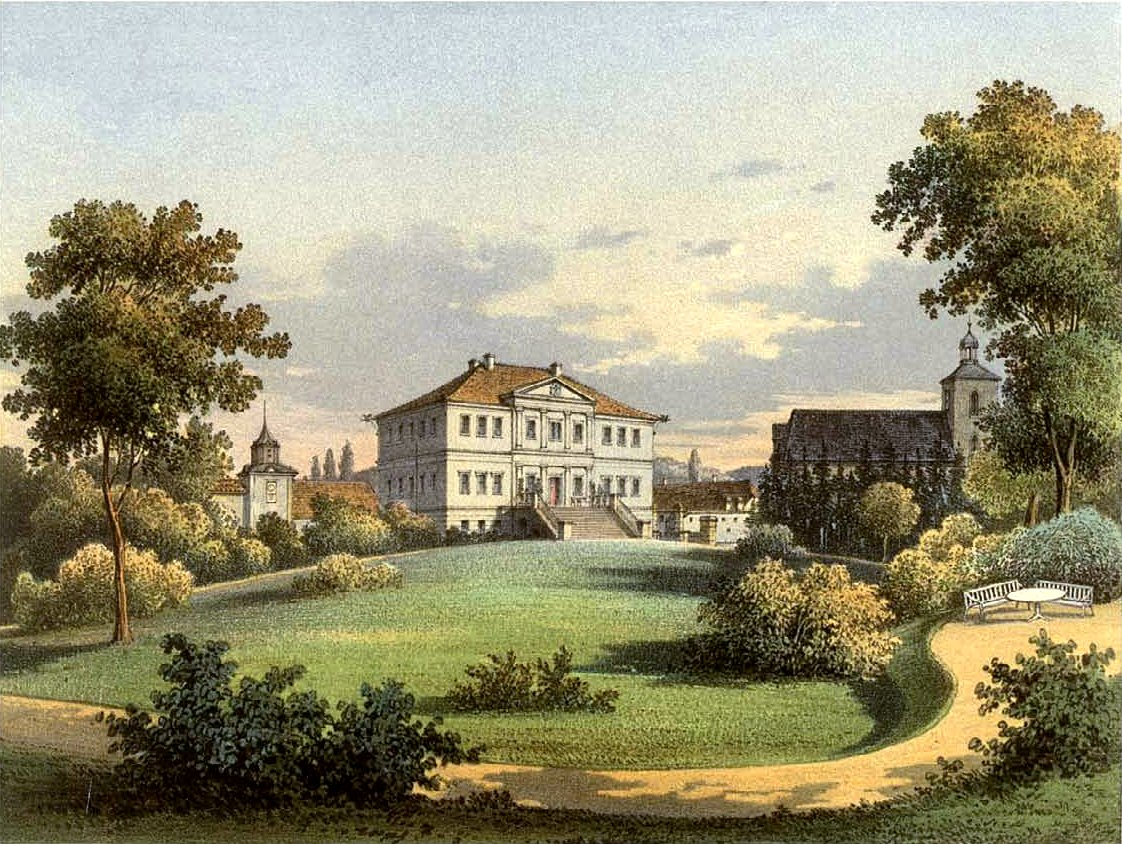
Rittergut Wohlmirstedt (1803–1935)
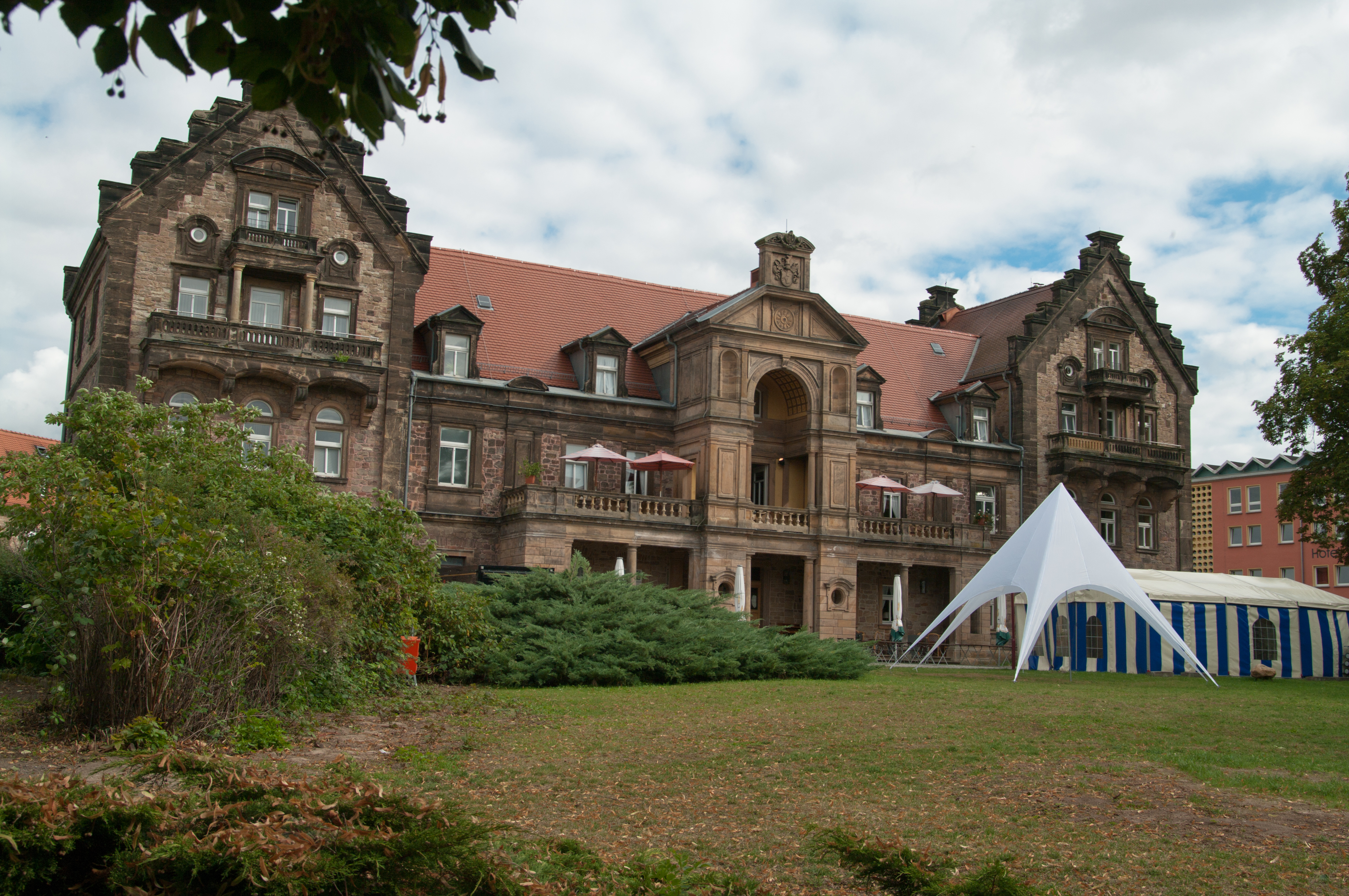
Schloss Nebra in Nebra (1830–1945)
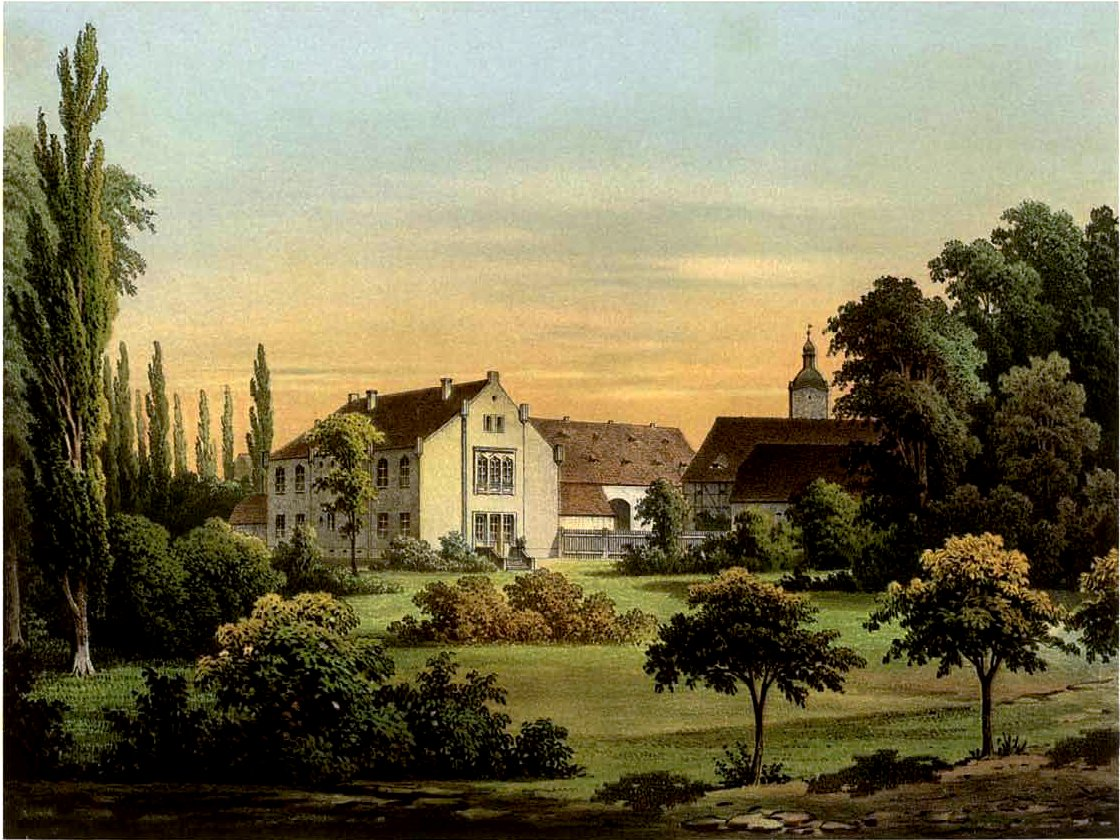
Rittergut Runstedt (ab 1839)
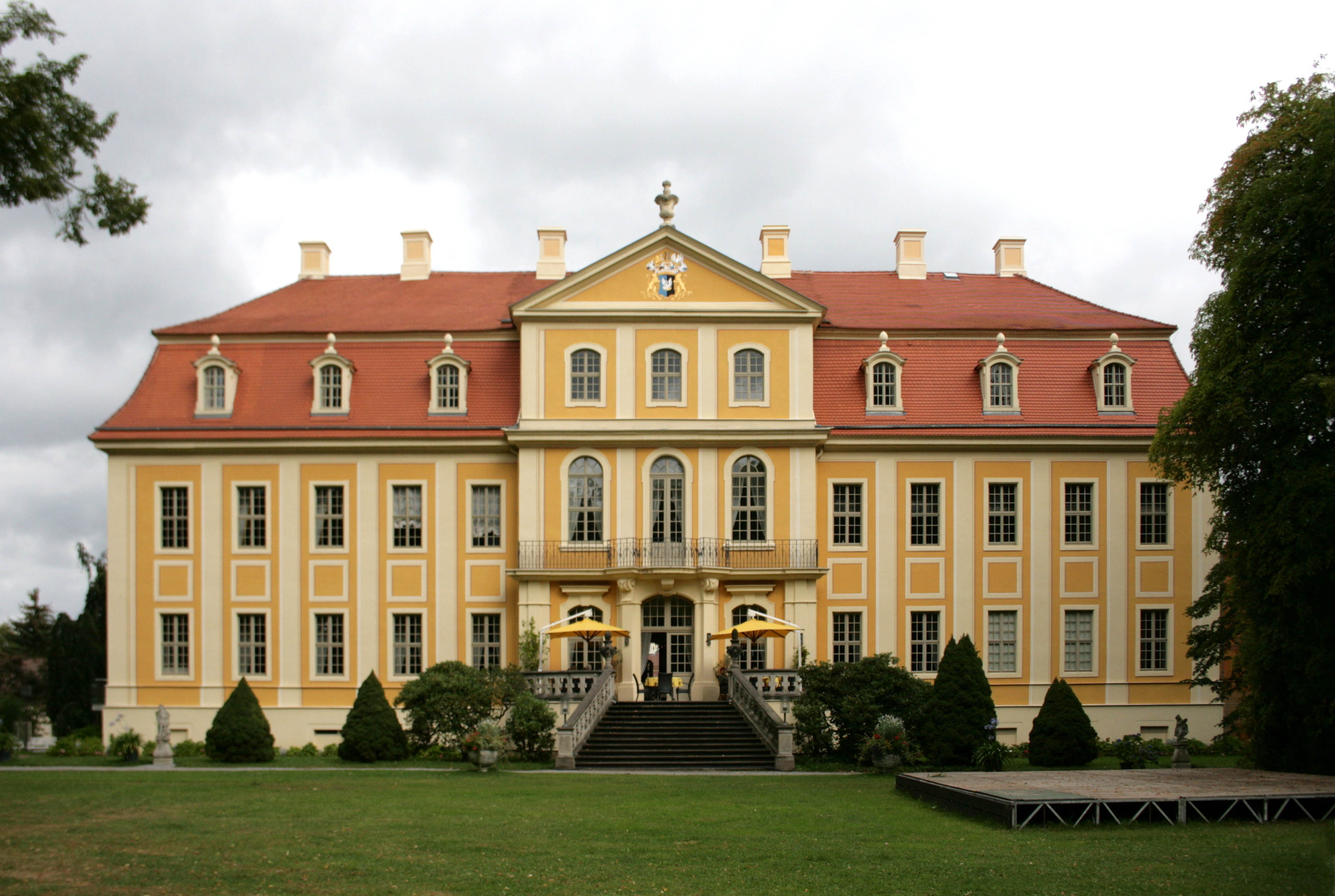
Schloss Rammenau

## Wappen
- Das Stammwappen zeigt in Silber den vorderen Teil eines springenden braunen oder roten Maultiers (Esels). Auf dem Helm mit rot-silbernen Decken das Maultier wachsend.

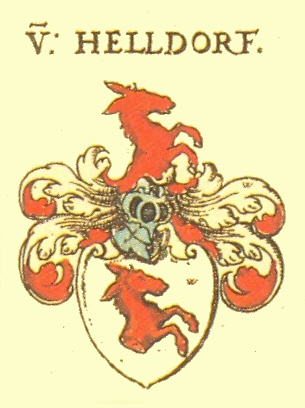
Spiegelverkehrt in Siebmachers Wappenbuch
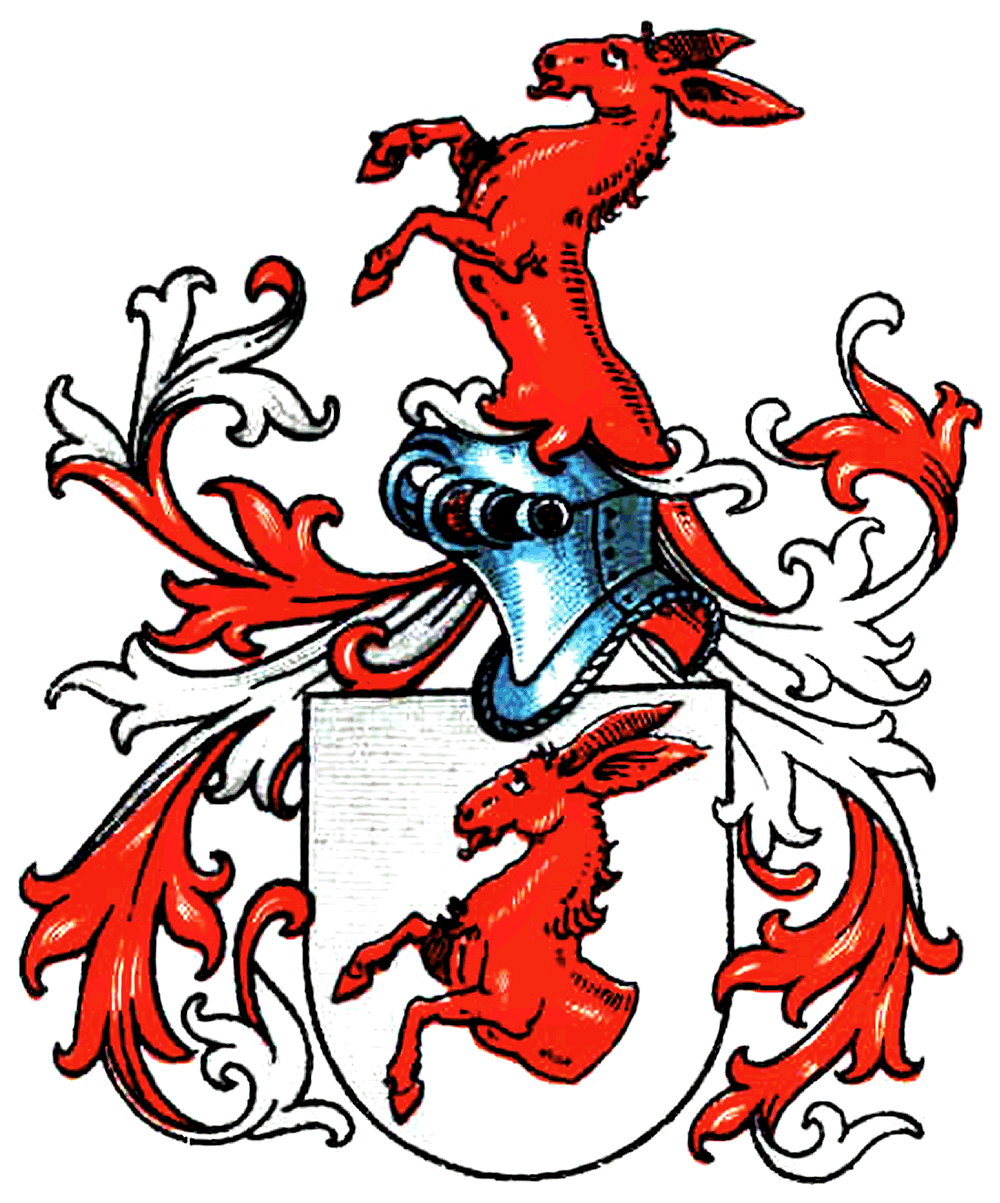
Wappen im Schlesischen Wappenbuch von Krane
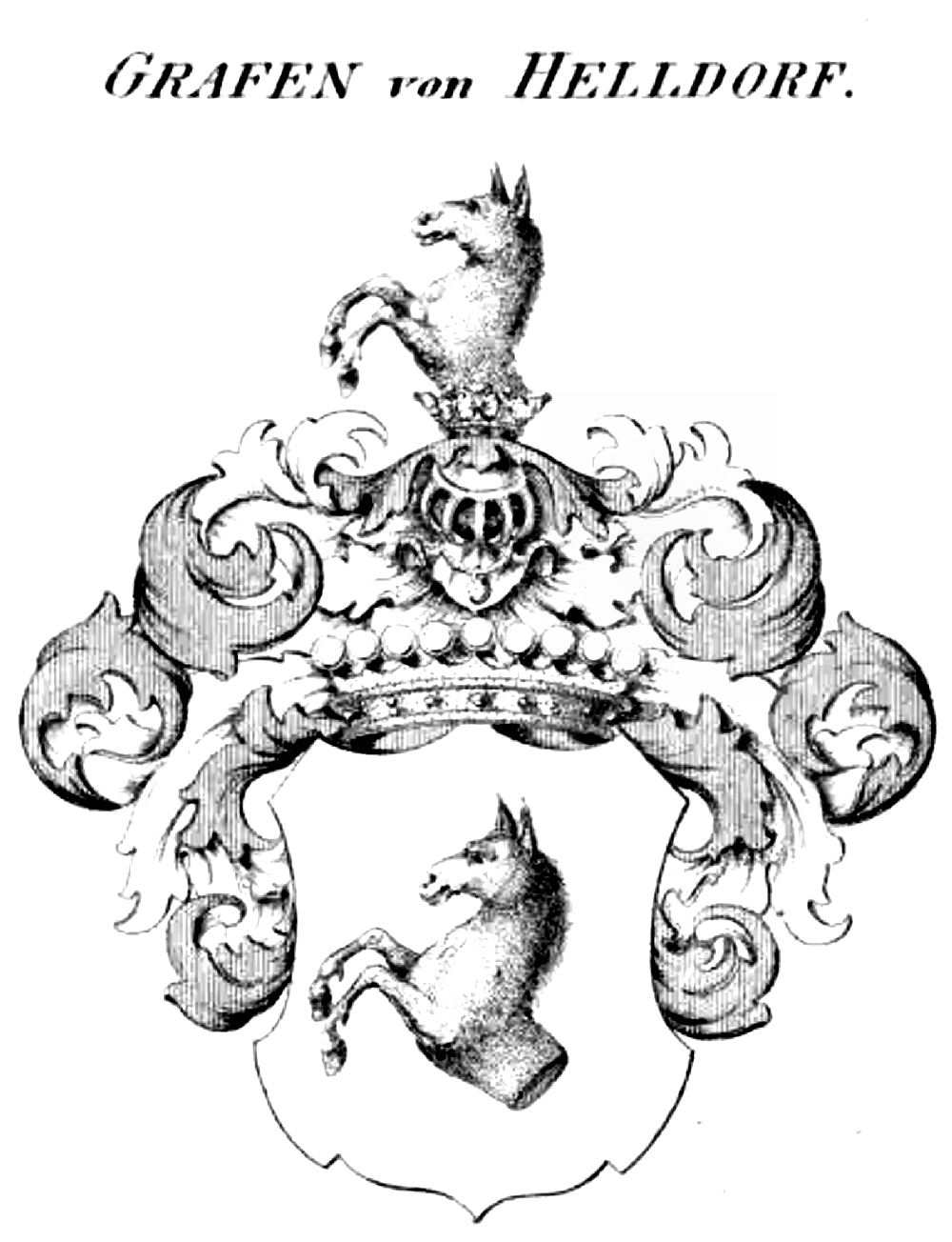
Wappen der Grafen von Helldorff

## Bekannte Familienmitglieder
I. Linie (Nödlitz)
- Heinrich August Freiherr von Helldorff (1794–1862) auf Nödlitz (1823 verkauft), preußischer Generalmajor

II. Linie, 1. Ast
- Johann Heinrich von Helldorff (1726–1793), kursächsischer Kammerherr und Domherr des Hochstiftes Merseburg, kursächsischer Kammerherr, kauft 1770 St. Ulrich
  - Ferdinand Heinrich von Helldorff (1764–1815), sächsischer Stiftshauptmann, auf St. Ulrich, kauft 1793 Bedra und 1803 Wohlmirstedt
    - Wolf Graf von Helldorff (1794–1864), auf Wohlmirstedt und Runstedt, preußischer Kammerherr, 1840 in den primogenen Grafenstand erhoben
      - Ferdinand Graf von Helldorff, (* 1869) auf Wohlmirstedt, preußischer Rittmeister
        - Wolf Heinrich Graf von Helldorff (1896–1944), auf Wohlmirstedt (bis 1931), Reichstagsabgeordneter der NSDAP, Polizeipräsident von Berlin, Erpresser von Juden („Helldorff-Spende“), aufgrund von Kontakten zum Widerstand hingerichtet

      - Julius von Helldorff (1827–1908), auf Runstedt, Landrat und Mitglied des deutschen Reichstags

    - Heinrich Ferdinand von Helldorff (1799–1873), auf Bedra, Baumersroda und Petzkendorf, preußischer Kammerherr und Politiker
      - Karl von Helldorff (1828–1895), auf Baumersroda, preußischer Landrat
        - Heinrich von Helldorff (1870–1936), auf Baumersroda, Bedra, Petzkendorf, Leiha und Schalkendorf, Präsident der Landwirtschaftskammer der Provinz Sachsen

      - Otto von Helldorff (1833–1908), auf Bedra, Petzkendorf, Leiha und Schalkendorf, konservativer Politiker und preußischer Kammerherr
      - Ferdinand von Helldorff (1835–1893), auf Buchwäldchen, preußischer Landrat

    - Carl von Helldorff (1804–1860), auf St. Ulrich, Stöbnitz, Oechlitz, Gröst und Zingst, preußischer Kammerherr und Politiker
      - Carl Heinrich von Helldorff (1832–1905), auf St. Ulrich, Offizier und Politiker

    - Bernhard von Helldorff (1806–1884), preußischer Kammerherr
      - Heinrich von Helldorff (1833–1876), preußischer Landrat

II. Linie, 2. Ast
- Wolf von Helldorff (1862–1915), preußischer Generalmajor; Divisionskommandeur

Weitere Vertreter:
- Georg Friedrich von Helldorff (1643–1718), sachsen-weißenfelsischer Premierminister; Kanzler und Konsistorialpräsident; Jurist
- Johann Julius von Helldorff (1655–1734), kursächsischer Landkammerrat
- Wolf Heinrich von Helldorff (1699–1750), kaiserlicher Oberst; kursächsischer Vize-Oberhofrichter
- Oskar von Helldorff (1829–1899), sächsischer Diplomat; Gesandter in Wien
- Heinrich von Helldorff (1832–1897), Politiker; sachsen-weimarischer Landtagsabgeordneter und Wirklicher Geheimer Rat
- Georg von Helldorff (1834–1907), sachsen-altenburgischer Staatsminister und Wirklicher Geheimer Rat